# ジステアロイルホスファチジルコリン
ジステアロイルホスファチジルコリン（Distearoylphosphatidylcholine、DSPC）は、リン脂質の一種であるホスファチジルコリンである。

## 解説
細胞膜の天然成分であり、例えば大豆のホスファチジルコリンはほとんどが異なる炭素数18のホスファチジルコリンである。その水素添加により85％のDSPCになる。
mRNAワクチンで使用される脂質ナノ粒子の調整に使用できる。 特にモデルナおよびファイザーCOVID-19ワクチンの薬物伝達システムの一部を形成する。